# Clarkia concinna
Clarkia concinna là một loài thực vật có hoa trong họ Anh thảo chiều. Loài này được (Fisch. & C.A.Mey.) Greene mô tả khoa học đầu tiên năm 1894.

## Hình ảnh

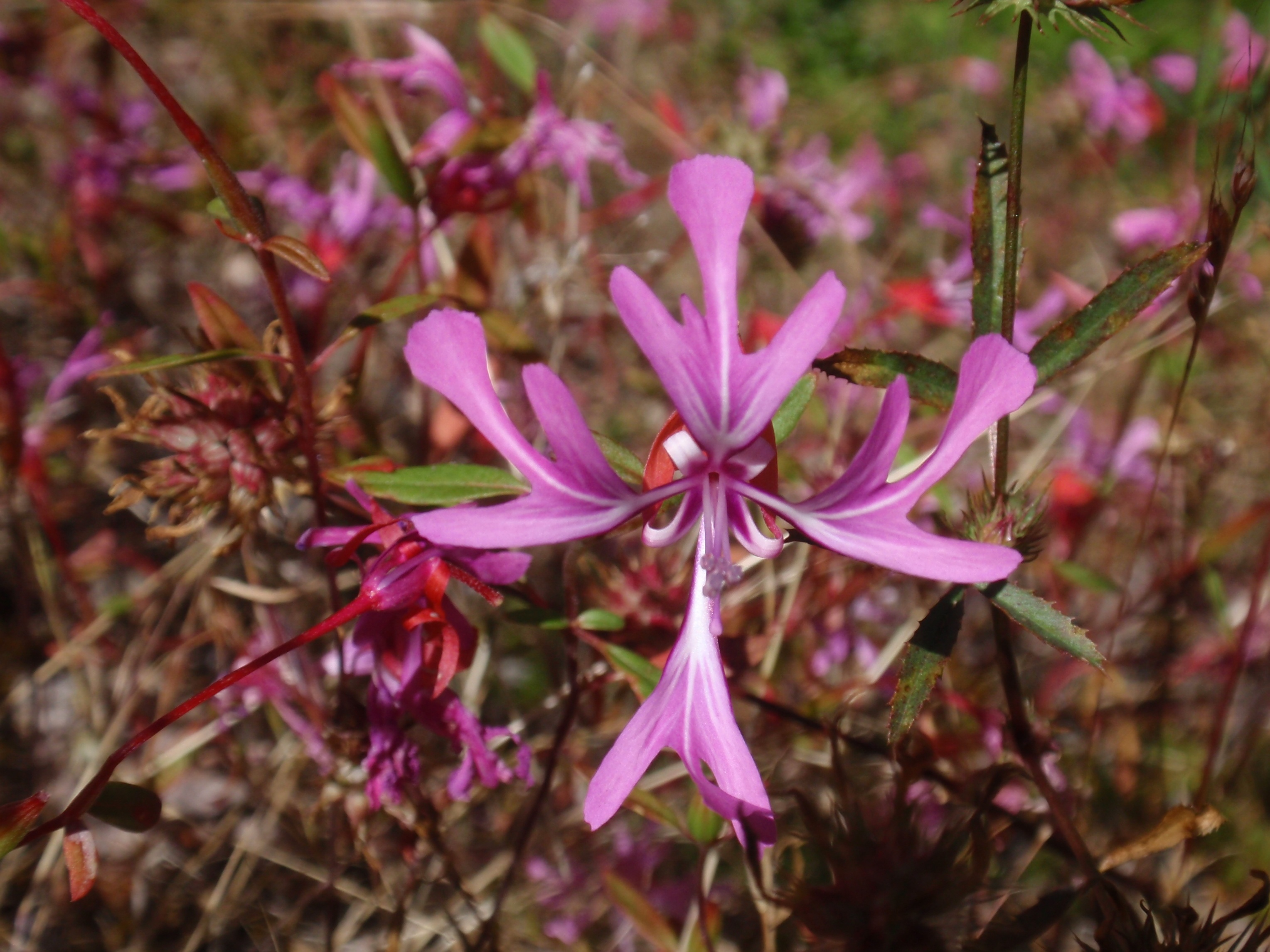
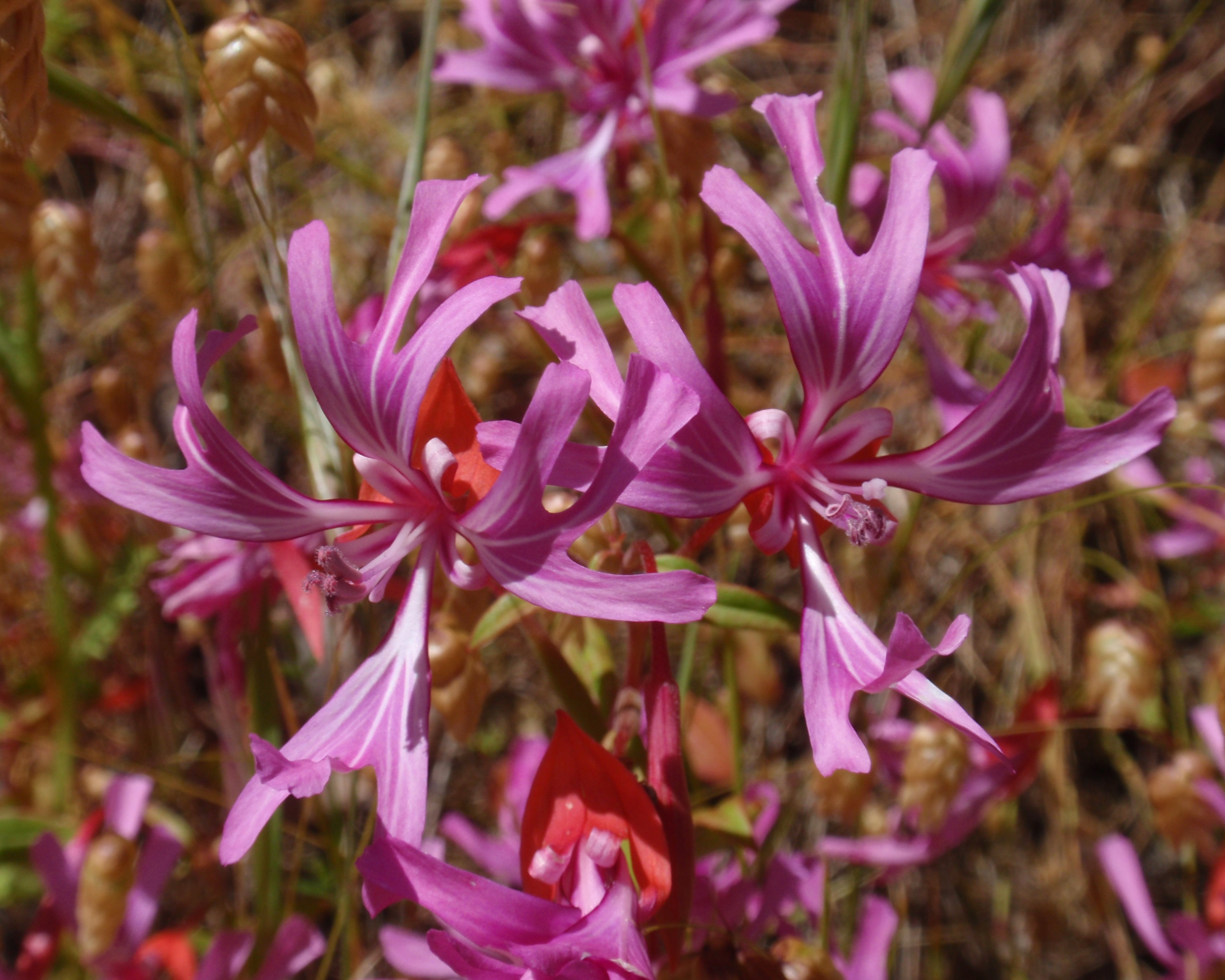